# پایتخت‌های تاریخی ارمنستان

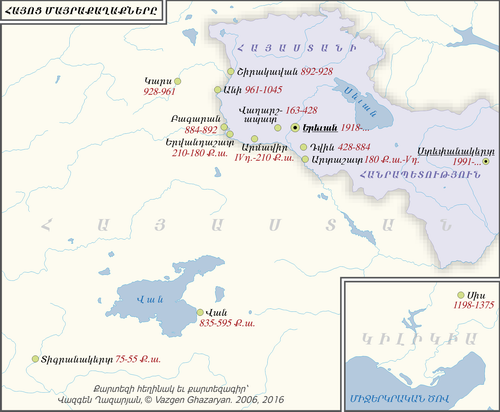

در فهرست زیر پایتخت‌های تاریخی ارمنستان آورده شده است.
| #  | شهر        | سال‌ها                                            | دوره                                                              |
| -- | ---------- | ------------------------------------------------ | ----------------------------------------------------------------- |
| 1  | آرماویر    | ۳۳۱–۲۱۰ پیش از میلاد                             | دودمان اروندی                                                     |
| ۲  | یروانداشات | ۲۱۰–۱۷۶ پیش از میلاد                             | دودمان اروندی و دودمان آرتاشسی                                    |
| ۳  | آرتاشات    | ۱۷۶–۷۷ پیش از میلاد و ۶۹ پیش از میلاد-۱۲۰ میلادی | دودمان آرتاشسی                                                    |
| ۴  | تیگراناکرت | ۷۷–۶۹ پیش از میلاد                               | دودمان آرتاشسی                                                    |
| ۵  | واغارشاپات | ۱۲۰–۳۳۰                                          | سلسله اشکانی ارمنستان                                             |
| ۶  | دوین       | ۳۳۶–۴۲۸                                          | سلسله اشکانی ارمنستان                                             |
| ۷  | باگاران    | ۸۸۵–۸۹۰                                          | دودمان باگراتونی                                                  |
| ۸  | شیراکاوان  | ۸۹۰–۹۲۹                                          | دودمان باگراتونی                                                  |
| ۹  | قارص       | ۹۲۹–۹۶۱                                          | دودمان باگراتونی                                                  |
| ۱۰ | آنی        | ۹۶۱–۱۰۴۵                                         | دودمان باگراتونی                                                  |
| ۱۱ | سیس        | ۱۰۸۰–۱۳۷۵                                        | پادشاهی ارمنی کیلیکیه                                             |
| ۱۲ | ایروان     | ۱۹۱۸–۱۹۲۰ و ۱۹۹۱-تاکنون                          | اولین جمهوری ارمنستان (۱۹۱۸–۲۰) (سومین) جمهوری ارمنستان (از ۱۹۹۱) |